# Pseudocrangonyx relicta
Pseudocrangonyx relicta is een vlokreeftensoort uit de familie van de Pseudocrangonyctidae. De wetenschappelijke naam van de soort is voor het eerst geldig gepubliceerd in 1999 door Labay.